# Helena Skirmunt

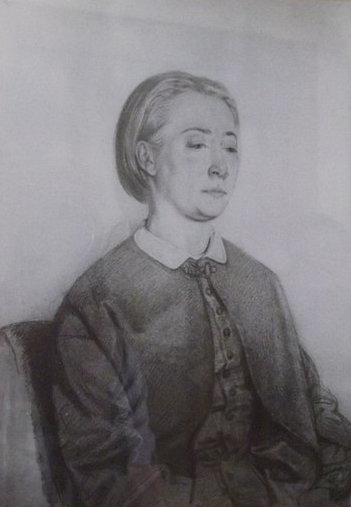
Helena Skirmunt (Selbstporträt)

Helena Skirmunt (russisch Хелена Скирмунт; * 24. Oktoberjul. / 5. November 1827greg. auf dem Landgut Kolodno, Rajon Stolin; † 20. Januarjul. / 1. Februar 1874greg. in Amélie-les-Bains-Palalda) war eine russische Malerin und Bildhauerin.

## Leben
Helena Skirmunt stammte aus der polnisch-litauischen Adelsfamilie Skirmunt. Ihr Vater war der Grundherr und Marschall des Powiat Pinsk Alexander Skirmunt. Ihre Mutter Hortensija geborene Orda war die Schwester des Malers Napoleon Orda, der seine Nichte sehr beeinflusste. Helena Skirmunt lernte Malerei bei Wincenty Dmochowski in Wilna. Mit 18 Jahren begleitete sie ihre künftige Schwiegermutter Konstanzija Skirmunt auf der Reise nach Westeuropa. Sie studierte bei Wilhelm Krause in Berlin und Carl Christian Vogel von Vogelstein in Dresden.
Skirmunt heiratete 1848 den Grundherrn und Architekten Kasimir Skirmunt (Onkel des belarussischen Politikers Roman Skirmunt und Großonkel des polnischen Politikers Konstanty Skirmunt), mit dem sie sich auf dem Landgut Kolodno niederließ und vier Kinder bekam. Sie sorgte für die Bauern und für Polnischunterricht in den Dorfschulen. 1852 reiste sie wegen einer Augenbehandlung nach Wien. Sie studierte bei Josef Cesar und reiste dann nach Italien. Sie besuchte Mailand, Florenz, Rom und Neapel. Sie studierte bei Pietro Galli und L. Amici. Nach ihrer Rückkehr schuf sie Bas-Relief-Medaillons mit Porträts von Verwandten, Freunden und bekannten Personen (Bronisław Zaleski (1859), Joachim Lelewel (1860), Józef Ignacy Kraszewski).
Skirmunt stand mit ihrem Mann im Kontakt mit dem polnischen Aufstand von 1863, und es gab eine Episode mit dem Anführer General Romuald Traugutt. Darauf wurde sie nach Tambow verbannt, während ihr Mann nach Kostroma verbannt wurde und schließlich auch nach Tambow kam. 1867 durften sie in ihre Heimat Polesien zurückkehren. Nach einigen Monaten wurde ihr Mann nun nach Balaklawa auf der Krim erneut verbannt. 1869 wurde sie selbst auch nach Balaklawa verbannt.
1872 verschlechterte sich Skirmunts Gesundheitszustand. Sie erkrankte an Diphtherie und reiste zur Behandlung nach Westeuropa. Sie starb 1874 in  Amélie-les-Bains-Palalda. 1875 durfte ihre Asche nach Pinsk überführt und dort beigesetzt werden.

## Werke

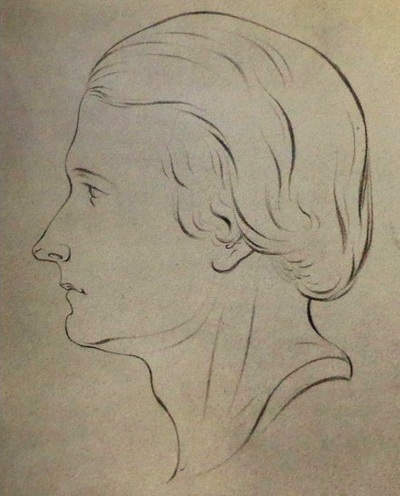
Porträt Kasimir Skirmunts (1850)
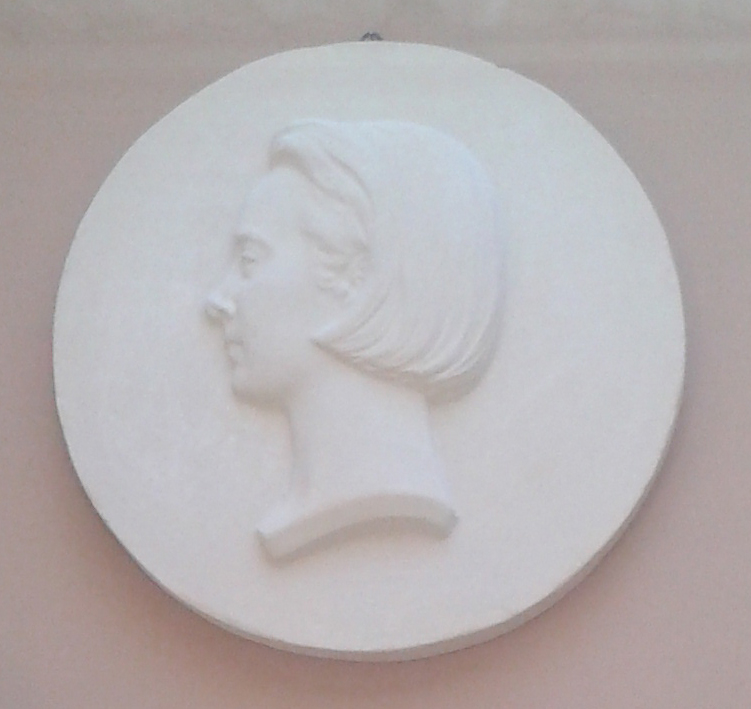
Selbstporträt
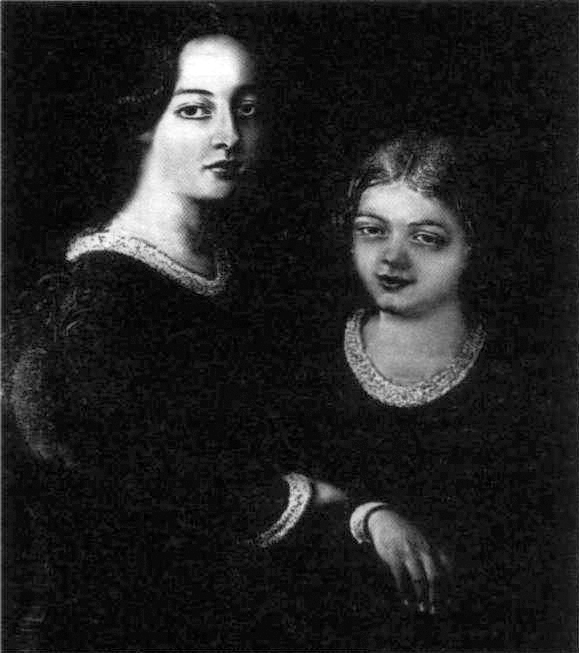
Die Schwestern Ljubanskaja (1850)
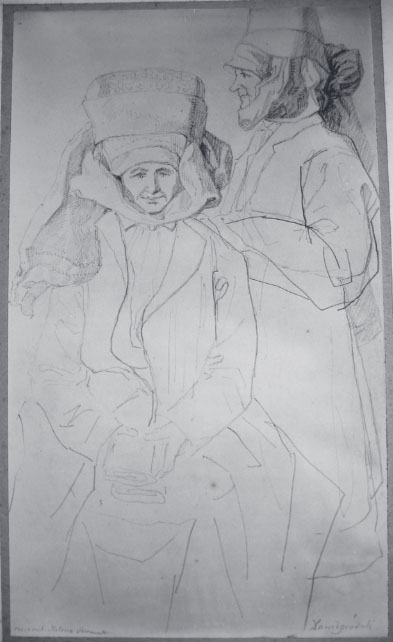
Bäuerinnen bei Davyd-Haradok (1855)
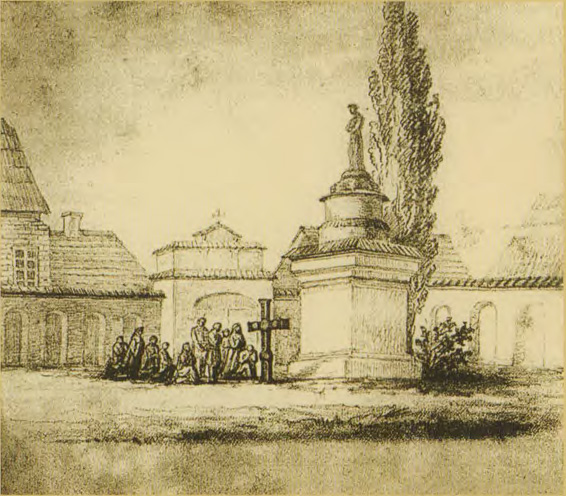
Kathedrale Mariä Himmelfahrt in Pinsk (1861)
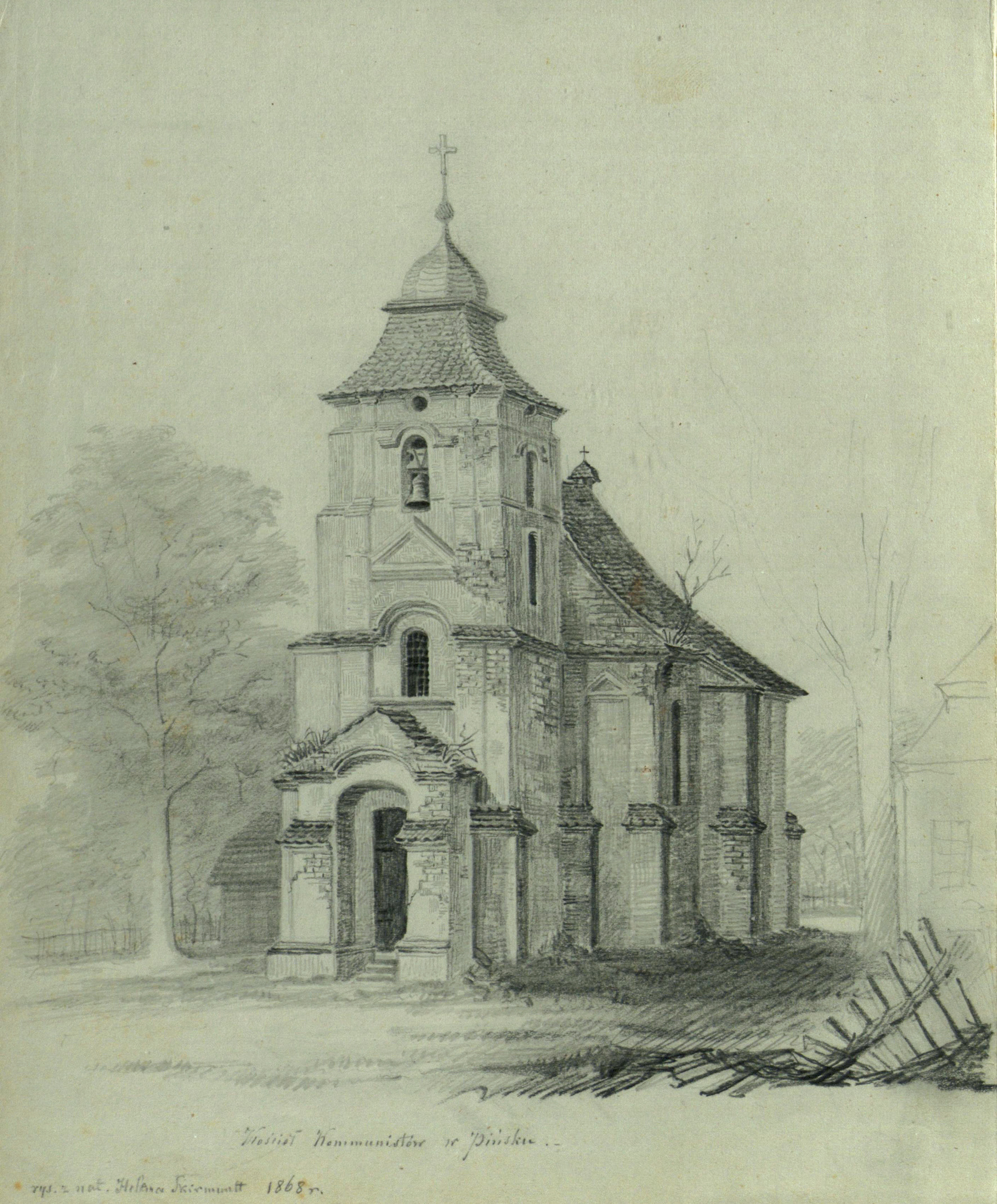
Kirche des Heiligen Karl Borromäus in Pinsk (1868)